# Neurok

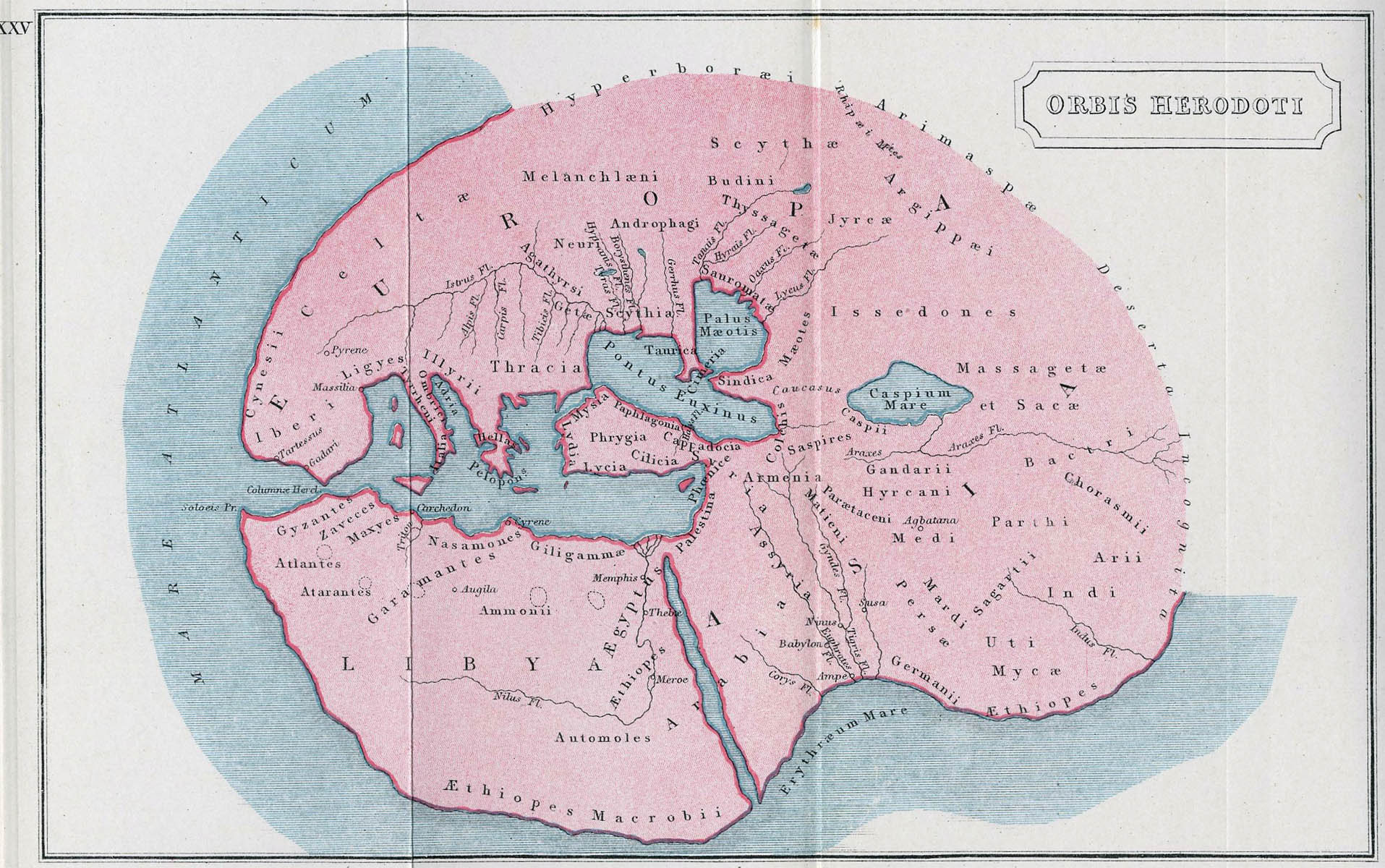
A neurok és szomszédaik lakóhelye Hérodotosz leírása szerint

A neurok (görög νευροί; latin neuri) névvel jelölt népesség az ókorban élt, Kelet-Európában, a Dnyesztertől nyugatra, az agathürszök lakóhelyétől északra-északkeletre, a királyi szkíták birtokaitól északra-északnyugatra, a mai Erdővidék (Poleszje) mocsaras síkságán. Alighanem indoeurópaiak voltak, nem ritkán azonban a szkíták közé sorolják őket.
Nevük alapján ítélve – nero (νερο) a görögben vizet, a feltételezett *nur a korai balti nyelvekben (Mańczak szerint) vizet, nedvességet jelent – indoeurópaiak, vélhetően balti-szlávok ősei lehettek.
Sulimirski és Taylor a neurokat a milográd műveltség népességével társítja, és feltételezi, hogy balti nyelvűek voltak.
Hérodotosz tudósítása szerint a neurok egy ízben – a perzsák (I. Dárajavaus, perzsa király) európai hadjáratát megelőző időkben – a budinok földjén kerestek menedéket a lakóhelyüket elözönlő kígyók miatt.